# Zhanna Pintusevich-Block
Pour les articles homonymes, voir Block.
Zhanna Pintusevich-Block (ukrainien : Жанна Юріївна Пінтусевич-Блок, en anglais : Zhanna Pintusevich-Block ; en français : Janna Pintousevitch-Block), née Tarnopolskaïa (Тарнопольська) le 6 juillet 1972 à Nijyn, est une athlète ukrainienne, évoluant sur le sprint.

## Biographie
Zhanna Tarnopolskaya  débute très tôt sa carrière sous le maillot de l'URSS en remportant les championnats d'Europe junior sur 100 m et 200 m. Deux ans plus tard, elle réalise l'exploit de monter sur le podium du 60 m des Championnats du monde en salle de Toronto en prenant la médaille de bronze.
En 1994, elle finit deuxième aux championnats d'Europe d'Helsinki sur 100 m et 200 m, battue par la Russe Irina Privalova. Un an plus tard, elle se classe cinquième en finale du 100 m aux Championnats du monde de Goteborg. Elle atteint encore la finale aux Jeux olympiques d'Atlanta mais ne se classe que huitième.
C'est en 1997 que Zhanna Pintusevich devient définitivement l'une des plus grandes sprinteuses du monde. Aux Championnats du monde d'Athènes, elle fait figure de favorite en explosant son record personnel en quart de finale (10 s 90). Mais en finale, elle se fait battre de deux centièmes par l'Américaine Marion Jones. En croyant avoir gagné, Zhanna entamera un tour d'honneur avant que les résultats officiels ne déclarent Jones vainqueur. L'Ukrainienne se vengera sur 200 m, où elle s'impose de manière très convaincante en 22 s 32, battant Merlene Ottey.
En 1998, elle subit la loi de la Française Christine Arron en finale du 100 m en ne finissant que quatrième aux championnats d'Europe à Budapest, elle remporte néanmoins la médaille d'argent sur 200 m, devancée uniquement par Irina Privalova. Sa régularité en championnats se confirme par une nouvelle quatrième place aux Championnats du monde de Séville et une cinquième place aux Jeux olympiques de Sydney.
Mais son jour de gloire sera le 6 août 2001 aux Championnats du monde d'Edmonton.
En demi-finale, elle met fin à près de quatre ans d'invincibilité de Marion Jones, en battant l'Américaine d'un centième. En finale, Zhanna tient sa revanche de la finale de 1997 en battant sa rivale et en devenant championne du monde en 10 s 82. Elle renoncera au 200 m.
Très motivée l'année suivante pour devenir la numéro 1 mondiale, elle réalise dès le début de saison en Ukraine, un somptueux 10 s 83. Elle joue au chat et à la souris avec Marion Jones, pour finalement ne la rencontrer qu'au meeting de Londres, où elle sera battue de peu par l'Américaine, tout comme à Bruxelles quelques jours plus tard. Alors que Jones commence à fatiguer de toutes ces courses, Pintusevich monter en puissance. Le duel entre les deux jeunes femmes lors de la finale du Grand Prix sur la piste très rapide de Charléty promet d'être passionnant. Malheureusement trop nerveuse, Zhanna Pintusevich provoque deux faux départ : elle est disqualifiée. La frustration ne durera pas longtemps : devenue officiellement Madame Block (nom de son mari et entraineur), Zhanna revient sur la piste dès l'hiver 2003 pour s'imposer aux Championnats du monde en salle de Birmingham sur 60 m.
Mais une blessure en début de saison estivale l'empêche de mener à bien sa préparation pour les Championnats du monde de Paris. Quatrième du DN Galan à Stockholm en 11 s 34 à quinze jours de l'ouverture des mondiaux, plus personne ne croit en elle. Pourtant, elle réalise l'exploit lors de ces championnats à prendre la médaille d'argent sur 100 m, derrière l'Américaine Torri Edwards, en 10 s 99.
L'année suivante sera beaucoup plus difficile. Peu compétitive durant la saison et victime d'une toxoplasmose juste avant les Jeux olympiques d'Athènes, Zhanna Block ne peut se qualifier pour la finale du 100 m.
2005 semble être également la réplique de la saison 2004 : restant dans des chronos moyens (11 s 20), Zhanna Block est trop juste et ne peut aller plus loin qu'en demi-finale aux Championnats du monde d'Helsinki.
Lors de la saison hivernale 2006, l'Ukrainienne a néanmoins montré qu'elle était toujours là en prenant une bonne sixième place en finale des Championnats du monde en salle de Moscou.

## Dopage
En 2011, la fédération internationale la suspend pour 2 ans à compter du 6 octobre 2011, à la suite des investigations dans le cadre de l'affaire BALCO. Son mari et entraineur, Mark Block, est suspendu pour 10 ans. Toutes ses performances à compter du 30 novembre 2001 sont rétroactivement annulées. 

## Palmarès
- Championnats du monde d'athlétisme
  - Championnats du monde d'athlétisme 2001 à Edmonton
    -  Médaille d'or sur 100 mètres

  - Championnats du monde d'athlétisme 1997 à Athènes
    -  Médaille d'or sur 200 mètres
    -  Médaille d'argent sur 100 mètres
- Championnats d'Europe d'athlétisme
  - Championnats d'Europe d'athlétisme 1998 à Budapest
    -  Médaille d'argent sur 200 mètres

  - Championnats d'Europe d'athlétisme 1994 à Helsinki
    -  Médaille d'argent sur 100 mètres
    -  Médaille d'argent sur 200 mètres